# Festival Internacional de Cinema Fantàstic de Catalunya
El Festival Internacional de Cinema Fantàstic de Catalunya o Festival de Sitges (en anglès: Sitges Film Festival, o amb nom complet traduit a l'anglès: SITGES – International Fantastic Film Festival of Catalonia) és un festival de cinema que se celebra cada any a Sitges, i que dona un paper preponderant al cinema fantàstic, per bé que hi són presents obres de tots els gèneres. Des del 1968, el Festival de Sitges ofereix trobades, exposicions, presentacions i projeccions de cinema fantàstic de tot el món i serveix com a seu dels lliuraments anuals de premis de la Federació Europea de Festivals de Cinema Fantàstic. Establert en 1968, sota el nom de Setmana Internacional de Cinema Fantàstic i de Terror de Sitges, va ser el primer festival del món dedicat al cinema fantàstic. Des de llavors s'ha celebrat ininterrompudament cada any a principis d'octubre. L'acció es desenvolupa en la localitat costanera de Sitges, una ciutat a 40 quilòmetres al sud de Barcelona (Espanya).
És el festival de cinema amb més prestigi internacional i ressò mediàtic dels que es fan a Catalunya. A nivell espanyol, és un dels festivals de cinema més importants, juntament amb el Festival Internacional de Cinema de Sant Sebastià o la Setmana Internacional de Cinema de Valladolid.
El Festival de Sitges ofereix cada any al públic el millor de la producció internacional en cinematografia fantàstica. A més, acostuma a programar homenatges, retrospectives i sessions especials. En les últimes edicions han assistit al voltant de 180.000 espectadors que, a més de poder assistir a les projeccions cinematogràfiques, poden assistir a exposicions i conferències.

## Dates
Fins a l'actualitat, el festival s'ha celebrat a l'octubre. Tot i que en el passat la seva duració no ha estat clara i ha anat variant, des del 2017 ha mantingut una duració de 10 dies, començant el primer dijous del mes i acabant el diumenge de la setmana posterior.

## Espais del festival

### Sales de projecció

#### Hotel Melià Sitges
És la seu central del Festival i té dues sales de projecció.
- Auditori: amb capacitat per a 1.380 espectadors i on es solen projectar les pel·lícules més aclamades.
- Sala Tramuntana: on cada matí a primera hora es reuneixen 400 periodistes per a gaudir de les passades de premsa.
- Sala Llevant 1+2: per a la Secció Brigadoon i sessions gratuïtes del Festival.[8]

Cinema El Retiro o Cinema Retiro (fins al 2023):
Situat en el centre de Sitges i amb una capacitat de 600 butaques. Alberga les millors estrenes de les seccions Panorama i Midnight X-treme.
Cinema Casino Prado, sala del Casino Prado o Casino Prado Suburense:
Dedicat a les seccions Noves Visions, Anima’t o Seven Chances, a més de les sessions nocturnes i maratons.
Centre cultural l'escorxador, Antic excorxador municipal o Centre cultural Joan Maragall (2024):
És un espai polivalent amb una capacitat màxima de 200 persones que va ser remodelat l'any 2024.

### Espais d'oci
Coneguda com la King Kong Area, és un espai obert a tothom que es distribueix al llarg de Sitges. Ofereix activitats variades durant el festival.
- Mercat Vell: on es realitzen projeccions familiars aptes per a totes les edats.[13]
- Palau del Rei Moro: on es desenvolupen els tallers infantils i conta-contes.[14]
- Estudi Vidal: lloc dedicat a exposicions de caràcter fantàstic.[15]
- Centre Cultural Miramar: activitats paral·leles al festival. Per exemple, l'any 2023 es va dedicar a una exposició i un túnel de terror.[16]
- Fanshops al carrer de Port Alegre: espai dedicat marxandatge fantàstic i terrorífic.
- Meeting area a l'Ermita de Sant Sebastià: espai a l'aire lliure on es desenvolupen activitats d'oci com música en directe, projeccions, pòdcast, arts multidisciplinàries, photocalls, activacions de marca i punt de trobada dels fans i convidats.
- Foodtastic: zona a l'aire lliure dedicada a la gastronomia.

## Símbol del festival
El festival rendeix homenatge a la pel·lícula King Kong de Merian C. Cooper i vàries vegades s'ha referit a ella com la mascota o l'emblema del festival. És per aquest motiu que aquest monstre és present a gran part dels cartells, logos i merchandising del festival.

## Història del festival

### Origen
Encara que el primer Festival de Cinema Fantàstic de Sitges va tenir lloc en 1968, les seves arrels es remunten un any enrere, durant la Primera (i única) Setmana de Cinema, Foto i Audiovisión. Aquestes jornades també van ser conegudes com les Jornades d'Escoles de Cinema.
L'origen d'aquest esdeveniment es troba en l'àmbit turístic. L'Ajuntament buscava promoure la temporada baixa de la localitat, aprofitant el seu clima favorable. Va ser Antonio Rafales, president de l'associació Cinema Foto en aquest llavors, qui va proposar la idea inicial d'una mostra de cinema, encara que modesta en els seus inicis. Rafales es va posar en contacte amb Antoni Krirchner i Pere Fages, organitzadors actius dels primers cineclubs. Aquests, al seu torn, van contactar a Romà Gubern per a dirigir la mostra. El que va començar com una exposició de treballs provinents d'escoles de cinema, es va transformar en un esdeveniment internacional en convidar a diverses acadèmies estrangeres a presentar les seves produccions, incloent-hi la primera obra de Roman Polanski, per esmentar una d'elles.

### Primera edició (1968)
La inauguració del certamen es remunta a 1968, sota el nom de "I Setmana Internacional de Cinema Fantàstic". En aquesta etapa inicial, no es considerava un festival, mancava de premis i va evidenciar una falta d'experiència organitzativa. L'organització, conformada per individus novençans en el món cinematogràfic, es limitava principalment a la projecció regular de pel·lícules a la sala del Casino Prado, la seva primera ubicació oficial.
La majoria de les pel·lícules estrangeres es van exhibir en el seu idioma original, sense subtítols, fins i tot aquelles en polonès o rus. Només dotze de trenta films es van estrenar per primera vegada a Espanya. La resta ja havien tingut recents projeccions comercials o eren habituals en cineclubs, filmoteques i fins i tot en la programació de Televisió Espanyola. Les pel·lícules en format escope es van adaptar a la pantalla quadrada de la sala, la qual cosa va causar un molest allargament vertical de les imatges. Va haver-hi incidents com l'absència de projecció de "L'Àngel Exterminador" de Buñuel, molt esperada ja que encara no s'havia vist a Espanya, juntament amb "Un Gos Andalús". Sembla que les pel·lícules arribaven a l'aeroport a última hora i no totes van aconseguir arribar a temps, sense previ avís al públic que assistia amb expectatives diferents a les ofertes.
Inicialment, el Festival no va atreure molta audiència. Sitges tenia una barrera física amb Barcelona, ja que la carretera que les connectava travessava el massís costaner del Garraf amb moltes corbes. L'alcalde va prometre la construcció d'una seu adequada, que finalment es va retardar més de dues dècades. A més, la falta de traducció o subtítols en les pel·lícules estrangeres excloïa a gran part del públic local i pròxim.
La segona edició del festival va seguir la mateixa línia que la primera. Malgrat les expectatives de la presència de Terence Fisher i Christopher Lee, els qui finalment no van assistir, els espectadors es van conformar amb la participació del teòric i cineasta francès Alexandre Astruc, presentant la seva aclamada adaptació de Poe, "Le puits et le pendule". A més, va ser present l'actriu belga Dianik Zurakowska, protagonista de la pel·lícula espanyola menys coneguda "La llamada" de Javier Setó. Curiosament, la projecció d'aquesta pel·lícula va ser boicotejada per part d'una part reduïda de la crítica present, marcant així l'inici d'una tradició que en algunes ocasions persisteix. Com ho va expressar un lector de la revista Nova Dimensió: "es van dedicar a parlar, cridar, picar de peus, xiular, grunyir i bramar".

### Els anys 70 i 80[calcitació]
Durant els anys setanta i vuitanta, es va dur a terme l'últim any sense premis, mentre la III Setmana Internacional de Cinema Fantàstic i de Terror de Sitges (1970) experimentava canvis en traslladar les seves projeccions des de la sala del Casino Prado a la més moderna i adequada sala del Cinema Retiro. No obstant això, persistia la falta de subtitulació en les pel·lícules estrangeres i es mantenia una organització gairebé familiar amb un pressupost limitat. Per a evitar decepcions i canvis sobtats (pel fet que moltes pel·lícules s'obtenien de l'aeroport el mateix dia), el programa no es revelava al públic fins a poc abans de cada jornada. Considerant que molts assistents es desplaçaven des de Barcelona, aquest mètode resultava curiós. Malgrat això, l'audiència acudia. No sols per les pel·lícules, moltes de les quals no tenien estrena prèvia o eren mostrades de manera més censurada que a Sitges, sinó també perquè l'esdeveniment s'estava convertint en un punt de reunió per a aficionats, incrementant gradualment l'afluència de públic.
En els relats d'aquesta època, es ressalta que la programació es va caracteritzar per la presència predominant de terror, violència i escenes sagnants. Això va contribuir a forjar la reputació que fins avui perdura, descrivint a Sitges com un lloc conegut per mostrar pel·lícules que destacaven per la seva intensitat en situacions de violència extrema.
L'any 1971, es va marcar un moment significatiu: Sitges va aspirar a transformar-se en un festival internacional competitiu, establint un jurat oficial i la creació d'uns premis, que en aquest moment es van denominar les Medalles Sitges en Or de Llei.
Durant la cinquena edició del certamen en 1972, el president del Jurat Internacional va ser Luis García Berlanga, una figura de molt renom en l'àmbit cinematogràfic. A l'any següent, en 1973, el director alemany Peter Fleischmann va encapçalar el jurat amb Jean-Claude Carrière, atorgant així una distinció significativa al certamen. Malgrat això, en aquest mateix any, el jurat va recomanar en la seva declaració més rigorositat en la selecció de pel·lícules, ja que el festival era de naturalesa competitiva, la qual cosa va generar una certa controvèrsia. També va sorgir controvèrsia pel fet que el premi al millor director va ser concedit a Juan Buñuel, la qual cosa va cridar l'atenció a causa de la seva relació familiar amb Luis Buñuel, així com la participació de Jean-Claude Carrière, estret col·laborador d'aquest últim, en el jurat.
En 1980, el jurat va comptar amb la participació del destacat poeta i artista català Joan Brossa. En l'edició de 1983, el president del jurat va ser Tony Bill, actor i director estatunidenc guardonat amb un premi Oscar. Posteriorment, en 1984, Bigas Luna va formar part del jurat, seguit per la participació de Wes Craven, el director de "Malson a Elm Street", a l'any 1985.
Durant la dècada dels 80, Sitges va començar a presentar pel·lícules que van generar un gran impacte a nivell internacional, algunes de les quals van ser posteriorment reconegudes amb premis Oscar. Per exemple, en 1986 es va estrenar "La Mosca" de David Cronenberg. Això va marcar l'inici de la internacionalització del festival, mentre els premis atorgats a Sitges s'encaminaven a convertir-se en els més prestigiosos dins de l'àmbit del cinema fantàstic.

### Els anys 90
En 1992, inspirat per l'èxit dels voluntaris en els Jocs Olímpics de Barcelona, el festival va decidir incorporar l'ajuda d'uns vint voluntaris per a col·laborar en diverses labors d'organització i atenció durant l'esdeveniment. Aquesta iniciativa ha perdurat fins a l'actualitat, havent experimentat un notable creixement, ja que actualment més de 150 voluntaris participen activament en el certamen anualment. A més, cada any es reben al voltant de 300 sol·licituds de persones interessades a formar part de l'equip de voluntaris del festival.
En una nova etapa per al festival en 1992, es va incorporar l'Hotel Melià Sitges, que es va convertir en el centre neuràlgic de l'esdeveniment. El seu auditori, amb aproximadament 1300 seients, va reemplaçar a les sales del Casino Prado i la de Cinema Retiro, relegant-los a un paper secundari.
Durant aquest mateix any, Quentin Tarantino va aconseguir l'èxit en el festival en rebre premis per millor guió i direcció per la seva pel·lícula "Reservoir Dogs". Posteriorment, en 1995, es projectaria la seva obra més reconeguda, "Pulp Fiction". A més, en 1996, Tarantino rebria el Premi Màquina del Temps.
En 1995, personalitats com Álex de la Iglesia i Barbara Steele van formar part del jurat. A partir de 1996, Sitges es va convertir en l'escenari triat per al lliurament del premi Méliès d'Or, atorgat a Esteban Ibarretxe.
En 1999, es va presentar la pel·lícula de terror "The Ring", que es va convertir en una de les pel·lícules de terror més vistes en la història del cinema i va guanyar el premi a la millor pel·lícula en el festival. Isabel Coixet, directora, va ser part del jurat en aquesta edició.

### La primera dècada del segle XXI
L'any 2000, Christopher Nolan va ser guardonat amb el Premi de la Crítica, mentre que es va retre homenatge a figures destacades com Tony Curtis i Luis Buñuel. En 2001, Ángel Sala es va convertir en el nou director del festival. A l'any següent, en 2002, es va lliurar el Premi Màquina del Temps a David Cronenberg i Guillermo del Toro, i es va atorgar un premi honorífic a Dino de Laurentiis. A més, en 2003, es va presentar "Kill Bill I". El festival va commemorar el 30è aniversari de "Tauró" en 2005, amb la presència de Quentin Tarantino presentant la seva última producció, "Hostel", generant una gran expectació. En el següent any, Alejandro Amenábar va rebre el Premi Màquina del Temps, coincidint amb la presentació de "El laberinto del Fauno" dirigida per Guillermo del Toro. En 2007, la pel·lícula "REC" de Jaume Balagueró i Paco Plaza va triomfar, sent estrenada, aclamada i premiada en la 40a edició del festival. Stanley Kubrick va ser homenatjat en 2008 i va rebre pòstumament el Gran Premi Honorífic, sent recollit per Christiane Kubrick, la seva vídua. En 2009, Viggo Mortensen va rebre el Gran Premi Honorífic.

### Els anys 2010 i 2020
Sitges ha estat coneguda per les seves controvèrsies, independentment dels temes que aquestes abordin.Encara així, el festival és reconegut per mostrar pel·lícules de contingut intens, que van més enllà de zombis i monstres, incloent-hi material que pot ser pertorbador per a algunes sensibilitats, es va veure embolicat en controvèrsia en 2010. El director del festival, Ángel Sala, va ser denunciat després de la projecció de la pel·lícula "A Serbian Film" ("Una pel·lícula sèrbia"), acusada de contenir escenes de contingut sexual amb menors. En el seu defensa, Sala va afirmar inicialment no haver vist les escenes polèmiques, però els fiscals van determinar el contrari. Això va resultar en una denúncia formal i, al març de 2011, va ser imputat per exhibició de pornografia infantil, un delicte penalitzat per l'article 189.7 del Codi Penal.
Durant la seva compareixença en els jutjats el 4 de maig, Sala va presentar material addicional provinent del making of de la pel·lícula, inclòs en el DVD, argumentant que les escenes controvertides involucraven ninots i no menors, com se l'acusava. Diversos directors de festivals de cinema a Espanya van expressar el seu suport a Sala mitjançant una carta conjunta, manifestant la seva sorpresa davant la imputació. Entre els signants es trobaven els directors de festivals a Sevilla, Sant Sebastià, Valladolid, Màlaga, Pamplona, Huelva i Granada, entre d'altres.
Durant el mateix festival, es va retre homenatge a la pel·lícula The Shining, considerada una obra mestra del cinema de terror, dirigida per Stanley Kubrick i protagonitzada per Jack Nicholson, la qual celebrava el seu 30 aniversari des del seu llançament original.
L'any 2011, Juan Antonio Bayona va encapçalar el jurat del festival, que va atorgar el Gran Premi Honorífic a Bryan Singer i el María Honorífica a Bigas Luna. En 2012, la pel·lícula "Holy Motors" va ser un gran èxit en el certamen. En 2014, Antonio Banderas va ser el convidat especial, rebent el Gran Premi Honorífic i presentant la seva nova producció, "Autómata". La pel·lícula destacada va ser "I Origins". A més, figures com Roland Emmerich i Franco Nero van ser presents en el festival.
En 2015, Oliver Stone va ser guardonat amb el Gran Premi Honorífic, mentre que es va homenatjar la pel·lícula "Seven". L'any següent, en 2016, es va celebrar el 50è aniversari de la saga "Star Wars" amb un reconeixement especial. Es van lliurar premis honorífics a Max von Sydow i Christopher Walken. Es va presentar la pel·lícula "The Neon Demon" de Nicolas Winding Refn, la qual havia generat controvèrsia en altres festivals.
A partir de l'any 2016, el festival de Sitges va donar la benvinguda al Samsung Sitges Cocoon, una sala especialitzada a presentar continguts audiovisuals en realitat virtual, gràcies a la col·laboració amb Samsung Electronics. Utilitzant els dispositius Samsung Gear VR, els espectadors poden submergir-se en diversos curtmetratges del gènere fantàstic. En 2017, aquesta sala es va expandir i va presentar dos espais dedicats a experiències immersives, mostrant 27 treballs en aquest àmbit. A més, en la 50a edició del festival, es va inaugurar una secció competitiva exclusiva per a curtmetratges en realitat virtual, on un jurat especialitzat i el públic van seleccionar la millor experiència immersiva. En la primera edició d'aquesta secció, el premi del jurat va ser per al curtmetratge "Knifes" d'Adam Cosco, i el premi del públic per a "Alteration" de Jérôme Blanquet.
En 2017, el festival va celebrar la seva 50a edició, amb Guillermo del Toro com a padrí, ampliant un dia més la programació. Es va rebre a Dario Argento i es van atorgar els premis Gran Premi Honorífic a William Friedkin, Susan Sarandon i Frank Langella. La pel·lícula "La forma de l'aigua", guanyadora del Lleó d'Or a Venècia, va ser presentada en la gala d'inauguració. En aquesta edició, "Jupiter's Moon" va obtenir el premi a la Millor Pel·lícula de la secció oficial.
En 2018, el festival es va dedicar al film "2001: una odissea de l'espai", i va comptar amb la presència de Nicolas Cage, qui va presentar la pel·lícula "Mandy".

### A partir del 2020 fins a l'actualitat (2023)
L'edició de 2020 es va veure fortament condicionada per la pandèmia de COVID-19. Malgrat les circumstàncies, la pel·lícula "Possessor" de Brandon Cronenberg va ser la més destacada i llorejada del palmarès. En l'edició de 2021, el jurat, amb Ali Abbassi com a president, va concedir el premi a la Millor Pel·lícula a "Lamb" dirigida per Valdimar Jóhannsson.
El 2022, el festival va recuperar un sentit de normalitat pre-pandèmia i es va lliurar el Golden Honorary Award a Dario Argento.
El 2023, es van exhibir un total de 379 pel·lícules a l'Hotel Melià Sitges, a la sala de sala de Cinema Retiro i al Casino Prado. El productor Jan Harlan i el director i supervisor d'efectes visuals Phil Tippett van rebre el Gran Premi Honorífic mentre que Juan Antonio Bayona, el director japonès Hideo Nakata i el director Lee Unkrich el guardó amb el Premi Màquina del Temps. Entre el jurat es trobava Katharina Kubrick, filla de Christiane Kubrick, viuda de Stanley Kubrick.

## Organització
L'organització del Festival correspon a la fundació privada Sitges Festival Internacional de Cinema de Catalunya integrada per representants de l'ajuntament de Sitges, de la Generalitat de Catalunya i d'altres institucions, empreses públiques i privades que compten amb un pressupost de 2,3 milions d'euros. El finançament prové, en bona part, de les aportacions dels patrocinadors i de les companyies i empreses col·laboradores que veuen en la seva aliança amb el Festival una plataforma de projecció i branding. Entre els col·laboradors tradicionals es poden destacar Televisió de Catalunya i El Periódico. A part, el festival és sostingut per més d'un centenar de voluntaris que treballen durant els deu dies de festival desinteressadament.
Des de l'any 2001 el director és Àngel Sala Corbí, que va succeir a Roc Villas i Ventura (1999-2000) i Àlex Gorina i Macià (1994-1998). Han sigut directors del Festival de Cine de Sitges: Pedro Serramalera (1968-1969), Antonio Ráfales (1970-1982), Joan Lluís Goas (1983-1992), Xavier Catafal (1993), Àlex Gorina (1994-1998), Roc Villas (1999-2000), Ángel Sala (2001-actualitat).

## Seccions i premis

### Premis principals
Oficial Fantàstic. Secció oficial del festival. Un jurat internacional concedeix els Premis Maria a les pel·lícules amb el segell Sitges, en les següents categories:
- Millor pel·lícula

- Millor director

- Millor actor
- Millor actriu
- Millor guió
- Millor fotografia
- Millor curtmetratge
- Millor disseny de producció
- Millor banda sonora original / Millor música
- Millors efectes especials
- Millors efectes de maquillatge
- Premi especial del jurat
- Menció especial del jurat
- Menció especial del jurat a la millor música
- Menció especial del jurat al millor curtmetratge
- Gran Premi Honorífic: reconeixement especial cap a un cineasta destacat per la seva contribució significativa a la indústria del cinema fantàstic al llarg de la seva carrera.

### Premis per secció
- Gran Premi del Públic: és concedit pel públic a un dels llargmetratges presentats en la secció oficial.
- Oficial Noves Visions
- Orient Express – Casa Àsia: és el segell per a les pel·lícules asiàtiques del festival, atorga el premi Casa Àsia a la millor pel·lícula asiàtica.
- Anima't: secció de cinema d'animació.
- Midnight X-Treme: secció de cinema de terror.
- Catalan Focus: segell per a les pel·lícules de producció catalana o amb participació catalana.
- Seven Chances: són set pel·lícules seleccionades per un conjunt de crítics.
- Sitges Clàssics: homenatge al cinema clàssic. Inclou les subcategories «Homenatges», «Europa Imaginària» i «Retrospectives».
- Brigadoon: engloba propostes variades i atorga el Premi Brigadoon Paul Naschy al millor curtmetratge i el Premi Nosferatu a la trajectòria professional dins del cinema fantàstic.
- Samsung Sitges Cocoon: secció dedicada a curtmetratges i experiències immersives en realitat virtual.

Dins del festival també es concedeixen els premis Premi Màquina del Temps, Gran Premi Honorífic i María Honorífica els tres com a reconeixement a la trajectòria professional, i el Premi José Luis Guarner, concedit per la crítica a la millor pel·lícula.

### Antics Premis
- 1974 - 1982
  - Clavel-Medalla d'Or al millor director de llargmetratges
  - Clavel-Medalla de Plata al millor director de curtmetratges
  - Clavel-Medalla de Plata als millors efectes especials
  - Clavel-Medalla de Plata a la millor fotografia
  - Clavel-Medalla de Plata al millor guió
  - Clavel-Medalla de Plata a la millor actriu
  - Clavel-Medalla de Plata al millor actor
- 1972 - 1973
  - Medalla de Plata al millor llargmetratge
  - Medalla de Plata a la millor actriu
  - Medalla de Plata al millor actor
  - Premi de la crítica Medalla de Bronze al millor guió
- 1971 - 1972
  - Medalla de Plata al millor director de curtmetratges
- 1971
  - Medalla d'Or al millor director de llargmetratges

## Presències notables al festival

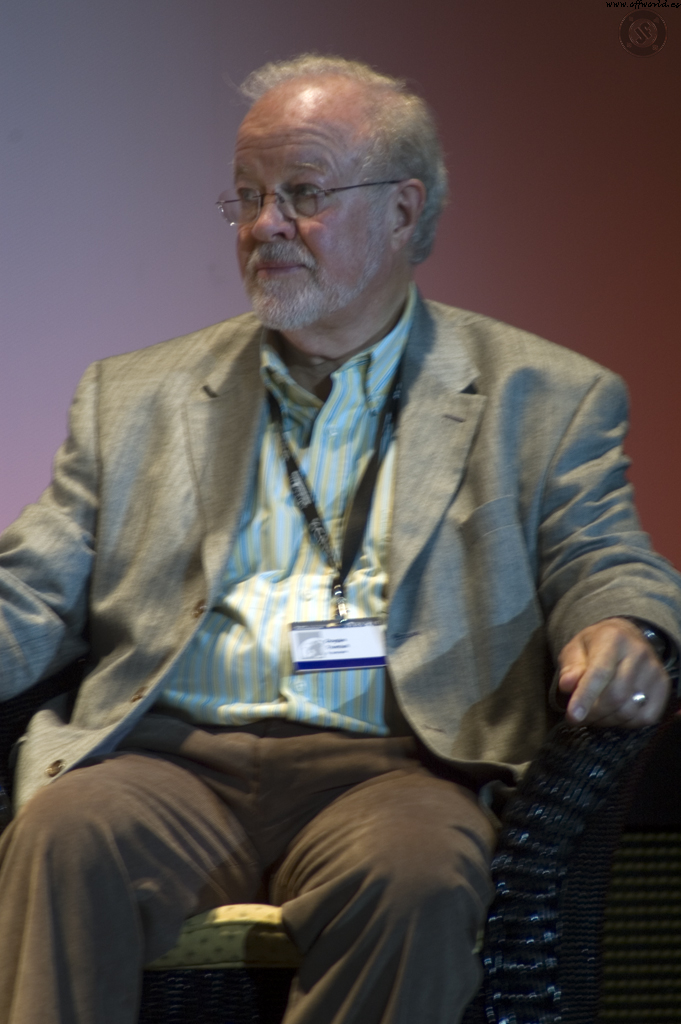
Douglas Trumbull al festival del 2007

Han format part del jurat personalitats com Luis García Berlanga, Luis Buñuel, Jean-Claude Carrière, Terence Fisher, Wes Craven, Peter Fleischmann, Tony Bill, Joan Brossa, Bigas Lluna, Isabel Coixet o Álex de la Iglesia, entre d'altres.
Entre les presències més rellevants en el festival destaquen les de cineastes d'àmbit internacional com Anthony Hopkins, Quentin Tarantino, Max von Sydow, David Cronenberg, Nicolas Cage, Woody Allen, Roland Emmerich, Christopher Lee, Joe Dante, Oliver Stone, Christopher Walken, Susan Sarandon, George A. Romero, Nicolas Winding Refn, Rick Baker, Pino Donaggio, Viggo Mortensen, Jodie Foster, Cameron Diaz, Malcolm McDowell, Vincent Cassel, Guillermo del Toro, Dino De Laurentiis, Franco Nero, Ralph Fiennes, Dick Miller, Terry Jones, David Prowse, David Lynch, Sam Raimi, Vin Dièsel, Tobe Hooper, Tony Curtis, Ray Liotta, Martin Sheen, Stan Winston, Rob Cohen, Ray Harryhausen, Douglas Trumbull, Fay Wray, Jeroen Krabbé, Dario Argento, Rob Bowman, Guy Maddin, Ben Gazzara, Brian Yuzna, Julie Adams, Robert Englund, Vince Vaughn, William Friedkin, Gary Sherman, entre d'altres.
També destaca una inacabable llista de cineastes espanyols, entre les presències més rellevants estan José Sacristán, Antonio Banderas, Paul Naschy, Juan Antonio Bayona, Alejandro Amenábar, Bigas Lluna, Isabel Coixet, Lluís Homar, Luis Tosar, Álex de la Iglesia, Santiago Segura o Jaume Balagueró.
Sitges també destaca any rere any el cinema asiàtic, un protagonista cada vegada més habitual que se suma als zombis i a la fantasia. Per aquest motiu el festival ha estat escenari de premieres mundials de pel·lícules de gran renom del cinema oriental. Per això ha comptat amb la presència de reconeguts noms del cinema asiàtic, com Takashi Miike, Sion Sono, Simon Yam, Tadanobu Asano, Kim Ki-duk o Hideo Nakata.
Han estat directors del Festival de Cinema de Sitges: Pedro Serramalera (1968-1969), Antonio Ráfales (1970-1982), Juan Luis Goas (1983-1992), Xavier Catafal (1993), Àlex Gorina (1994-1998), Roc Viles (1999-2000), Ángel Sala (2001- actualitat).

## Palmarès històric (SOFC)
| Any  | Millor pel·lícula                               | Millor director                                                     | Millor actor                                                                              | Millor actriu                                                  |
| ---- | ----------------------------------------------- | ------------------------------------------------------------------- | ----------------------------------------------------------------------------------------- | -------------------------------------------------------------- |
| 1971 |                                                 | Janusz Majewski (Lokis) i Michael Skaife (Necrophagus)              | Vincent Price (The Abominable Dr. Phibes)                                                 | Youn Yuh-jung (Hwanyeo)                                        |
| 1972 | Spalovac mrtvol                                 | Robert Mulligan (The Other)                                         | Rudolf Hrušínský (Spalovac mrtvol)                                                        | Geraldine Chaplin (Z.P.G.)                                     |
| 1973 |                                                 | Juan Luis Buñuel (Au rendez-vous de la mort joyeuse)                | Eugene Levy (Cannibal Girls)                                                              | Andrea Martin (Cannibal Girls)                                 |
| 1974 |                                                 | Robert Fuest (Dr. Phibes Rises Again)                               | Mark Burns (House of the Living Dead)                                                     | Cristina Galbó (Let Sleeping Corpses Lie)                      |
| 1975 |                                                 | David Cronenberg (Shivers)                                          | Paul Naschy (La maldición de la bestia)                                                   | Lana Turner (Persecution)                                      |
| 1976 |                                                 | Dario Argento (Profondo Rosso)                                      | Peter Cushing (The Ghoul)                                                                 | Brenda Vaccaro (Death Weekend)                                 |
| 1977 |                                                 | Dan Curtis (Burnt Offerings)                                        | Burgess Meredith (Burnt Offerings)                                                        | Karen Black (Burnt Offerings)                                  |
| 1978 | Long Weekend                                    | Richard Franklin (Patrick)                                          | John Hargreaves (Long Weekend)                                                            | Camille Keaton (Day of the Woman)                              |
| 1979 |                                                 | Juraj Herz (Panna a netvor)                                         | Gerhard Olschewski (Der Mörder)                                                           | Lisa Pelikan (Jennifer)                                        |
| 1980 |                                                 | Veljko Bulajic (The Man to Destroy)                                 | Nicholas Worth (Don't Answer the Phone)                                                   | Cyd Hayman (The Godsend)                                       |
| 1981 |                                                 | Walerian Borowczyk (Docteur Jekyll et les femmes)                   | Mircea Bogdan (Povestea dragostei)                                                        | Linda Haynes (Human Experiments)                               |
| 1982 |                                                 | Tony Williams (Next of Kin)                                         | Richard Chamberlain (The Last Wave)                                                       | Annie McEnroe (Warlords of the 21st Century)                   |
| 1983 | Le Dernier Combat                               | Luc Besson (Le Dernier Combat)                                      | Vincent Price, Christopher Lee, Peter Cushing, John Carradine (House of the Long Shadows) | Elizabeth Ward (Alone in the Dark)                             |
| 1984 | En companyia de llops                           | Carl Schenkel (Abwärts)                                             | Joe Morton (The Brother from Another Planet)                                              | Amy Madigan (Streets of Fire)                                  |
| 1985 | Re-Animator                                     | Shuji Terayama (Farewell to the Ark)                                | John Walcutt (Return)                                                                     | Lori Cardille (Day of the Dead)                                |
| 1986 | Blue Velvet                                     | Sergei Parajanov, Dodo Abaixidze (The Legend of the Suram Fortress) | Juanjo Puigcorbé (Més enllà de la passió)                                                 | Caroline Williams (The Texas Chainsaw Massacre Part 2)         |
| 1987 | A Hungarian Fairy Tale                          | Paul Verhoeven (RoboCop)                                            | Michael Nouri (The Hidden)                                                                | Jill Schoelen (The Stepfather)                                 |
| 1988 | El navegant (The Navigator: A Medieval Odyssey) | George A. Romero (Monkey Shines)                                    |                                                                                           |                                                                |
| 1989 | Heart of Midnight                               | Peter Greenaway (The Cook, the Thief, His Wife & Her Lover)         | Michael Gambon (The Cook, the Thief, His Wife & Her Lover), Nicolas Cage (Vampire's Kiss) | Rosanna Arquette (Black Rainbow)                               |
| 1990 | Henry: Portrait of a Serial Killer              |                                                                     |                                                                                           |                                                                |
| 1991 | Europa                                          | Jean-Pierre Jeunet, Marc Caro (Delicatessen)                        | Dominique Pinon (Delicatessen)                                                            | Juliet Stevenson (Truly Madly Deeply)                          |
| 1992 | Va succeir a prop de casa teva                  |                                                                     |                                                                                           |                                                                |
| 1993 | Orlando                                         |                                                                     |                                                                                           |                                                                |
| 1994 | 71 Fragmente einer Chronologie des Zufalls      |                                                                     |                                                                                           |                                                                |
| 1995 | Ciutadà X (Citizen X)                           | Chris Gerolmo (Citizen X), Michael Almereyda (Nadja)                | Stephen Rea (Citizen X)                                                                   | Bridget Fonda (Rough Magic)                                    |
| 1996 | The Pillow Book                                 | Mohsen Makhmalbaf (Gabbeh)                                          | James Woods (El corredor de la mort)                                                      | Melinda Clarke (The Killer Tongue)                             |
| 1997 | Gattaca                                         | Scott Reynolds (Ugly)                                               | Sam Rockwell (Lawn Dogs)                                                                  | Reese Witherspoon (Tensió a l'autovia)                         |
| 1998 | Cube                                            | Michael Di Jiacomo (Animals))                                       | Jared Harris (Trance)                                                                     | Évelyne Dandry (Sitcom)                                        |
| 1999 | Ringu                                           | Ben Hopkins (Simon Magus)                                           | Noah Taylor (Simon Magus)                                                                 | Emma Valirasau (The Nameless)                                  |
| 2000 | In the Light of the Moon                        | Geoffrey Wright (Cherry Falls)                                      | Steve Railsback (In the Light of the Moon)                                                |                                                                |
| 2001 | Vidocq                                          | Brad Anderson (Sessió 9)                                            | Eduard Fernández (Fausto 5.0)                                                             | Yūki Amami (Inugami)                                           |
| 2002 | Dracula: Pages From a Virgin's Diary            | David Cronenberg (Spider)                                           | Jeremy Northam (Cypher)                                                                   | Angela Bettis (May)                                            |
| 2003 | Zatōichi                                        | Alexandre Aja (High Tension)                                        | Robert Downey Jr. (El detectiu cantant (The Singing Detective))                           | Cécile de France (Haute tension)                               |
| 2004 | Oldboy                                          | Johnnie To (Breaking News)                                          | Christian Bale (The Machinist)                                                            | Mónica López (El Habitante Incierto)                           |
| 2005 | Hard Candy                                      |                                                                     |                                                                                           |                                                                |
| 2006 | Requiem                                         | Martin Weisz (Grimm Love)                                           | Thomas Kretschmann, Thomas Huber (Grimm Love)                                             | Sandra Hüller (Requiem)                                        |
| 2007 | The Fall                                        | Jaume Balagueró i Paco Plaza - (REC)                                | Sam Rockwell - (Joshua)                                                                   | Manuela Velasco - (REC)                                        |
| 2008 | Surveillance                                    | Kim Jee-woon - (Joheun nom nabbeun nom isanghan nom)                | Brian Cox - (Red)                                                                         | Semra Turan - (Fighter)                                        |
| 2009 | Moon                                            | Brillante Mendoza - (Kinatay)'                                      | Sam Rockwell - (Moon)                                                                     | Elena Anaya - (Hierro) ex aequo Kim Ok-vin (Bakjwi)            |
| 2010 | Rare Exports: A Christmas Tale                  | Jalmari Helander (Rare Exports: A Christmas Tale)                   | Patrick Fabian - (The Last Exorcism)                                                      | Josie Ho - Wai dor lei ah yut ho                               |
| 2011 | Red State                                       | Julia Leigh (Sleeping Beauty)                                       | Michael Parks (Red State)                                                                 | Brit Marling (Another Earth)                                   |
| 2012 | Holy Motors                                     | Leos Carax (Holy Motors)                                            | Vincent D'Onofrio (Chained)                                                               | Alice Lowe (Sightseers)                                        |
| 2013 | Borgman                                         | Navot Papushado, Aharon Keshales (Big Bad Wolves)                   | Andy Lau (Blind Detective)                                                                | Juno Temple (Magic Magic)                                      |
| 2014 | I Origins                                       | Jonas Govaerts (Cub)                                                | Nathan Phillips (These Final Hours), Koji Yakusho (The World of Kanako)                   | Essie Davis (The Babadook), Julianne Moore (Maps to the Stars) |
| 2015 | The Invitation                                  | S. Craig Zahler (Bone Tomahawk)                                     | Joel Edgerton (The gift)                                                                  | Pili Groyne (Le tout nouveau testament)                        |
| 2016 | Swiss Army Man                                  | Yeong Sang-ho (Train to Busan)                                      | Daniel Radcliffe (Swiss Army Man)                                                         | Sennia Nanua (Melanie. The girl with all the gifts)            |
| 2017 | Jupiter's Moon                                  | Coralie Fargeat (Revenge)                                           | Rafe Spall (The Ritual)                                                                   | Marsha Timothy (Marlina the Murderer in Four Acts)             |
| 2018 | Climax                                          | Panos Cosmatos (Mandy)                                              | Hasan Ma’jun (Pig)                                                                        | Andrea Riseborough (Nancy)                                     |
| 2019 | El hoyo                                         | Kleber Mendonça Filho i Juliano Dornelles (Bacurau)                 | Miles Robbins (Daniel isn't real)                                                         | Imogen Poots (Vivarium)                                        |
| 2020 | Possessor Uncut                                 | Brandon Cronenberg (Possessor Uncut)                                | Grégoire Ludig i David Marsais (Mandibules)                                               | Suliane Brahim (La nuée)                                       |
| 2021 | Lamb                                            | Justin Kurzel (Nitram)                                              | Ex-aequo Caleb Landry Jones (Nitram) i Franz Rogowski (Luzifer)                           | Ex-aequo Noomi Rapace (Lamb) i Susanne Jensen (Luzifer)        |
| 2022 | Sisu                                            | Ti West (Pearl)                                                     | Jorma Tommila (Sisu)                                                                      | Mia Goth (Pearl)                                               |
| 2023 | Cuando acecha la maldad                         | Baloji (Omen)                                                       | Karim Leklou (Vincent Must Die)                                                           | Kate Lyn Sheil (The Seeding)                                   |
| 2024 | El baño del diablo                              | Soi Cheang (Twilight of the Warriors: Walled In)                    | Ex-aequo John Lithgow (The Rule of Jenny Penn) i Geoffrey Rush (The Rule of Jenny Penn)   | Kristine Froseth (Desert Road)                                 |

## Edicions
Fins a l'actualitat (2023) s'han celebrat 57 edicions.
| Anys |
| --- |
| 1967 · 1968 · 1969 · 1970 · 1971 · 1972 · 1973 · 1974 · 1975 · 1976 · 1977 · 1978 · 1979 · 1980 · 1981 · 1982 · 1983 · 1984 · 1985 · 1986 · 1987 · 1988 · 1989 · 1990 · 1991 · 1992 · 1993 · 1994 · 1995 · 1996 · 1997 · 1998 · 1999 · 2000 · 2001 · 2002 · 2003 · 2004 · 2005 · 2006 · 2007 · 2008 · 2009 · 2010 · 2011 · 2012 · 2013 · 2014 · 2015 · 2016 · 2017 · 2018 · 2019 · 2020 · 2021 · 2022 · 2023 · 2024 |